# 이상구 (강원도의원)
이상구(李相九, 1941년 8월 16일 ~ )는 대한민국의 제4·5대 강원도의원이고, 제1대 강원도 홍천군의원이다.

## 학력
- 화촌국민학교 졸업
- 홍천중학교 졸업
- 성동고등학교 졸업
- 성균관대학교 법률학과 졸업

## 경력
- 홍천군 새마을협의회 운영위원
- 홍천군 농어촌발전심의위원회 위원
- 홍천군 번영회 위원
- 홍천군 체육회 이사
- 홍천군 민주평화통일자문회의 자문위원
- 한일경제신문 국회 출입기자
- 홍천군 산림조합 조합장
- 홍천군 임업형동조합 조합장
- 홍천군 한서라이온스클럽 회장
- 홍천중학교 총동창회 수석부회장
- 강원도 사회복지협의회 부회장
- 국민생활체육 홍천군 촉구연합 회장
- 1992.07 ~ 1995.06 제1대 강원도 홍천군의회 의원
- 1995.07 ~ 1998.06 제4대 강원도의회 의원
- 1998.11 ~ 2002.06 제5대 강원도의회 의원
- 1999.07 ~ 2000.07 제5대 강원도의회 전반기 교육사회위원회 위원장

## 역대 선거 결과
|  | 58.7% |

|  | 55.59% |

|  | 35.75% |

|  | 58.3% |

|  | 13.95% |